# 언터처블: 1%의 우정
《언터처블: 1%의 우정》(프랑스어: Intouchables)은 2011년 프랑스의 버디 코미디 드라마 영화이다. 올리비에 나카슈와 에리크 톨레다노가 함께 각본을 쓰고 연출하였다.
2017년 미국의 리메이크 영화 《업사이드》가 개봉하였다.

## 줄거리
파리의 밤에 드리스가 필리프의 마세라티 콰트로포르테를 고속으로 운전하고 있다. 경찰에게 쫓긴 끝에 궁지에 몰린 드리스는 사지마비가 있는 필리프가 급히 응급실에 가야 한다고 주장한다. 필리프는 발작을 한 척하고 속은 경찰이 이들을 호위한다. 병원에 도착한 후 드리스는 차를 몰고 떠난다.
이후 두 남자 사이의 우정 이야기가 회상으로 진행된다. 호화로운 오텔 파르티퀼리에를 소유한 사지 마비 부자 필리프과 조수 마갈리는 동거 간병인 후보 면접을 보고 있다. 드리스도 후보 중 한 명이지만 그에겐 고용되고자 하는 야망이 없으며 오로지 면접이 거부됐음을 증명하는 문서에 서명을 받아 계속 실업 수당을 받기 위해서만 참석한 참이다. 그는 다음 날 아침에 다시 와서 서명이 된 문서를 가져가라는 지시를 받는다.
다음 날 드리스가 돌아오자 필리프의 보좌관 이본이 반갑게 맞이하며 그가 시험삼아 고용됐다고 말한다. 드리스는 관심도 경험도 없지만 파격적인 방법을 사용하면서도 고용주인 필리프를 잘 돌본다. 드리스는 필리프의 장애 정도를 파악하게 되고 삶의 모든 측면에서 필리프를 돕는다. 필리프의 한 친구는 드리스가 강도죄로 6개월 동안 교도소에 수감된 전적이 있다고 밝히지만 필리프는 드리스의 과거에 관심이 없다. 필리프를 불쌍히 여기지 않는 사람은 드리스뿐이기 때문에 일을 제대로 하는 한 필리프는 드리스를 해고하지 않을 생각이다.
필리프는 자신의 장애가 패러글라이딩 사고로 발생했으며 아내가 아이를 낳지 못한 채 사망했다고 설명한다. 점차 드리스는 필리프가 주변 사생활을 정돈하도록 돕고, 버릇없이 구는 입양 딸 엘리자도 바로잡는다. 드리스는 근대 미술, 오페라를 알게 되고 그림을 그리기 시작한다.
필리프의 생일을 맞아 거실에서 개인 클래식 음악 콘서트가 열리고, 필리프는 드리스에게 유명한 고전 음악 작품들을 알려주지만 드리스는 이를 광고 음악이나 만화 주제가로만 인식한다. 콘서트가 너무 지루하다고 느낀 드리스는 어스 윈드 앤드 파이어의 "Boogie Wonderland"를 연주하여 파티에 활기를 불어넣고 손님들도 음악을 즐긴다.
드리스는 필리프가 됭케르크에 사는 엘레노르라는 여성과 순전히 편지를 통해서만 관계를 맺고 있음을 알게 되자 필리프에게 직접 만나볼 것을 권유하지만 필리프는 자신의 장애를 발견했을 때 그녀가 보일 반응을 두려워한다. 드리스는 엘레노르와 전화로 대화하도록 그를 설득한다. 필리프는 휠체어를 탄 사진을 엘레노르에게 보내는 데 동의하지만 다시 주저하다가 보좌관 이본에게 사고 전 사진을 보내달라고 부탁한다. 데이트가 성립되지만 필리프는 겁을 너무 낸 나머지 엘레노르가 도착하기 전에 이본과 함께 떠난다. 필리프는 드리스를 주말 여행에 초대하고, 두 사람은 함께 다소 팔콘 900 개인 제트기를 타고 알프스로 가서 패러글라이딩을 한다.
드리스의 사촌 아다마는 갱단과 엮여 곤경에 처해 우편물 배달을 핑계로 드리스를 데리러 저택으로 온다. 이를 엿들은 필리프는 드리스가 그의 가족을 지지해야 할 필요성을 인식하고, 드리스에게 평생 휠체어를 밀고 싶은 건 아니지 않냐고 말하며 그를 해고한다.
드리스는 집으로 돌아와 친구들과 합류해 아다마를 돕는다. 그 사이 새로운 간병인들이 드리스를 대신하지만 필리프는 그들 중 그 누구에게도 만족하지 못한다. 사기가 떨어진 필리프는 스스로를 돌보지 않으며, 수염을 기르고 아파 보인다. 걱정이 된 이본은 드리스에게 다시 전화를 건다.
드리스는 도착하자마자 필리프를 마세라티에 태우고 드라이브를 시작한다. 그렇게 이야기는 영화 초반 경찰 추격 장면으로 돌아간다. 경찰을 피한 뒤 드리스는 필리프를 해변으로 데려간다. 면도를 하고 옷을 갖춰 입은 플리프는 해안가에 있는 카부르 식당에 도착한다. 드리스는 갑자기 자리를 뜨면서 필리프에게 점심 데이트가 잘 되길 빌어준다. 몇 초 후 엘레노르가 도착한다. 감동을 받은 필리프는 창밖을 내다보고 미소를 짓고 있는 드리스를 발견한다. 드리스는 필리프에게 작별 인사를 고한 뒤 떠나고, 필리프와 엘레노르는 대화를 나누며 즐거운 시간을 보낸다.
영화는 이야기의 기반이 된 인물들인 필리프 포조 디보르고와 압델 셀루가 앞부분의 패러글라이딩 장면을 연상시키는 언덕에 있는 장면으로 끝난다. 자막에는 두 사람이 오늘날까지 친한 친구로 남아 있다고 명시되어 있다.

## 출연진
- 프랑수아 클뤼제 - 필리프 역
- 오마르 시 - 바카리 "드리스" 바사리 역
- 오드레 플뢰로 - 마갈리 역
- 안 르니 - 이본 역
- 클로틸드 몰레 - 마르셀 역
- 알바 가야 벨루지 - 엘리자 역
- 조제핀 드모 - 나탈리 르콩트 역
- 시릴 멘디 - 아다마 역
- 크리스티앙 아메리 - 알베르 역
- 그레구아르 에스테르만 - 앙투안 역
- 마리로르 데스쿠로 - 샹탈 역
- 아브사 디알루 투레 - 미나 역
- 살리마타 카마테 - 파투 역
- 토마 솔리베레스 - 바스티앵 역
- 도로테 브리예르메리트 - 엘레노르 역
- 카롤린 부르 - 프레디 역
- 에밀리 캉 - 미술관장 역

## 흥행
대한민국에서 170만 명의 관객을 동원하며, 그간 《레옹》(1994)이 갖고 있던 프랑스 영화 최고 흥행 기록을 경신하였다.

## 우리말 녹음
KBS 성우진
- 장광 - 필리프(프랑수아 클뤼제)
- 원호섭 - 드리스(오마르 시)
- 손정아 - 이본 비서실장(안 르니)
- 은정 - 마갈리(오드레 플뢰로)
- 최수민 - 마르셀(클로틸드 몰레)
- 조진숙 - 엘리자(알바 가야 벨루지) / 미나(아브사 디알루 투레)
- 장민혁 - 바스티앵(토마 솔리베레스) / 아다마(시릴 멘디) / 경찰(니키 마르보) / 면접 지원자(르노 바르스)
- 김옥경 - 드리스의 엄마(살리마타 카마테)
- 김영진 - 필리프의 친구(그레구아르 에스테르만) / 정원사(크리스티앙 아메리) / 면접 지원자(프랑수아 뷔렐루)
- 이원준 - 면접 지원자(장프랑수아 케레) / 바스티앵의 친구
- 류다무현 - 면접 지원자(이안 페늘롱) / 드리스의 친구
- 양유진 - 미술관장(에밀리 캉) / 드리스의 동생
- 이제인 - 엘레노르(도로테 브리예르메리트) / 드리스의 동생
- 한복현 - 경찰(뱅자맹 바로슈) / 드리스의 친구